# Avi Lev

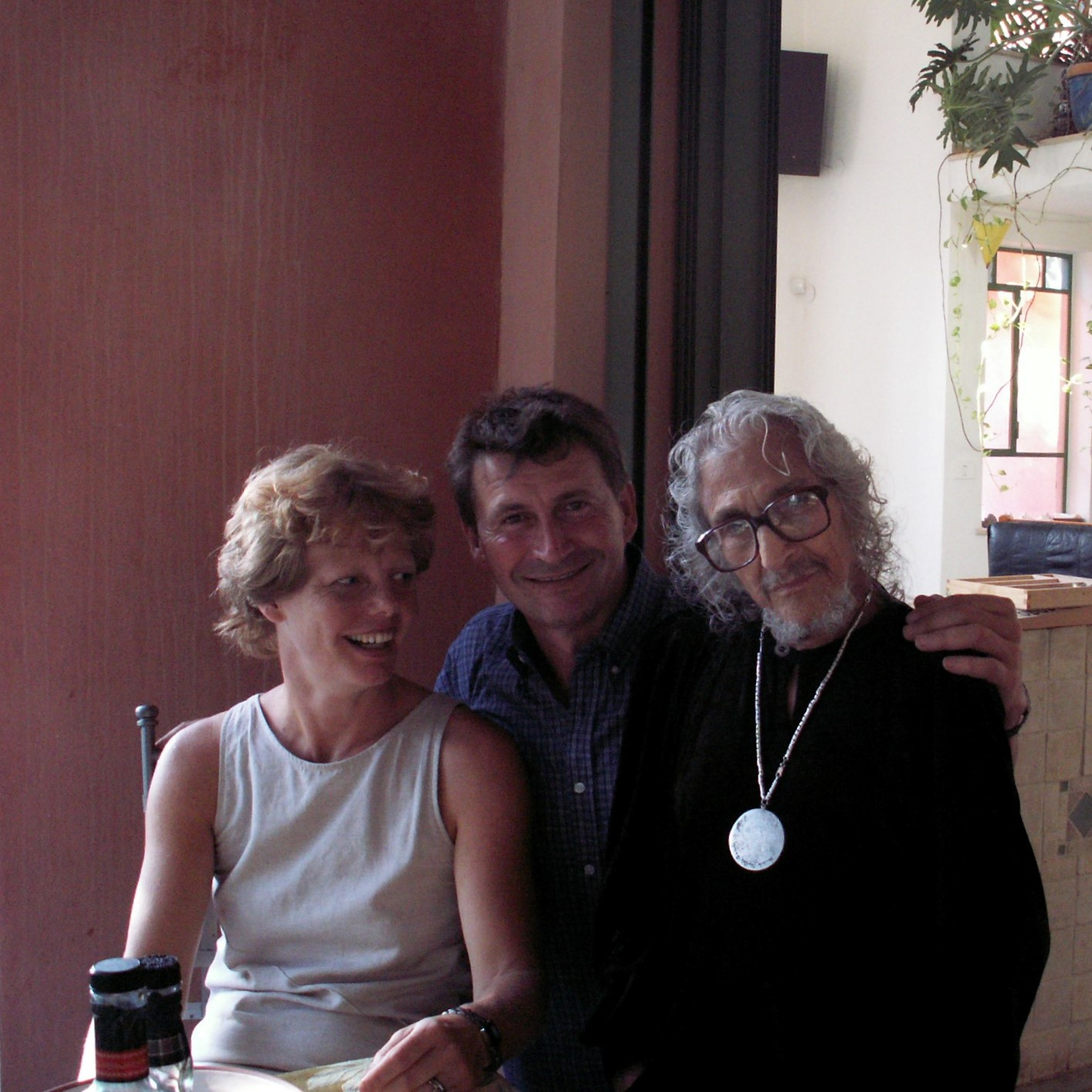
Jeanne en Avi Lev op bezoek bij Moshe Berenstein, 2005

Adam Avi Lev (Głuszyca, Polen, 1 mei 1955) is een Nederlands - Israëlisch kunstschilder.

## Leven en werk
Avi Lev werd geboren als Adam Lew in een dorp in het zuiden van Polen. In 1959 emigreerde hij met zijn vader naar Israël, waar hij opgroeide in kibboets Ein Harod Meuhad. Na schooltijd kreeg hij schilderles in het nabijgelegen kunstencentrum in Mizra. Hij raakte bevriend met de bekende Pools-Israëlische kunstenaar Moshe Berenstein (1920 - 2006). Zij hebben onder andere portretten van elkaar getekend.
Na zijn militaire dienst maakte Lev een studiereis van drie jaar door Europa en Azië. Tijdens zijn verblijf in Nederland leerde hij bij Artibus etstechnieken van Kees de Kort. Terug in Israël studeerde hij aan de Bezalel Academy of Art and Design in Jeruzalem. In 1983 vestigde hij zich in Nederland.
In 2009 kreeg hij van de Stichting Delft - Kfar Saba de opdracht twee schilderijen te maken voor Bas Verkerk, burgemeester van Delft en Yehuda Ben Hamu, burgemeester van Delfts tweelingstad Kfar Saba, Israël. In het Delftse kunstencentrum Kadmium won hij in maart 2011 (zonder ervaring op dat gebied) de eerste prijs in een wedstrijd bodypainting, onderdeel van tentoonstelling Met huid en....
Lev is een vaste medewerker van de krant Levend Joods Geloof van de Liberaal Joodse Gemeente. Hij woont en werkt in Delft, exposeert geregeld tijdens de Delftse atelierroute, de Salon van Delft en andere groepsexposities, en geeft teken- en schilderlessen. In Israël won hij verscheidene prijzen, waaronder Nachum Gutman for Youth, Keren America Israel, en Keren Sharett van de America-Israel Cultural Foundation.

## Selectie van werken

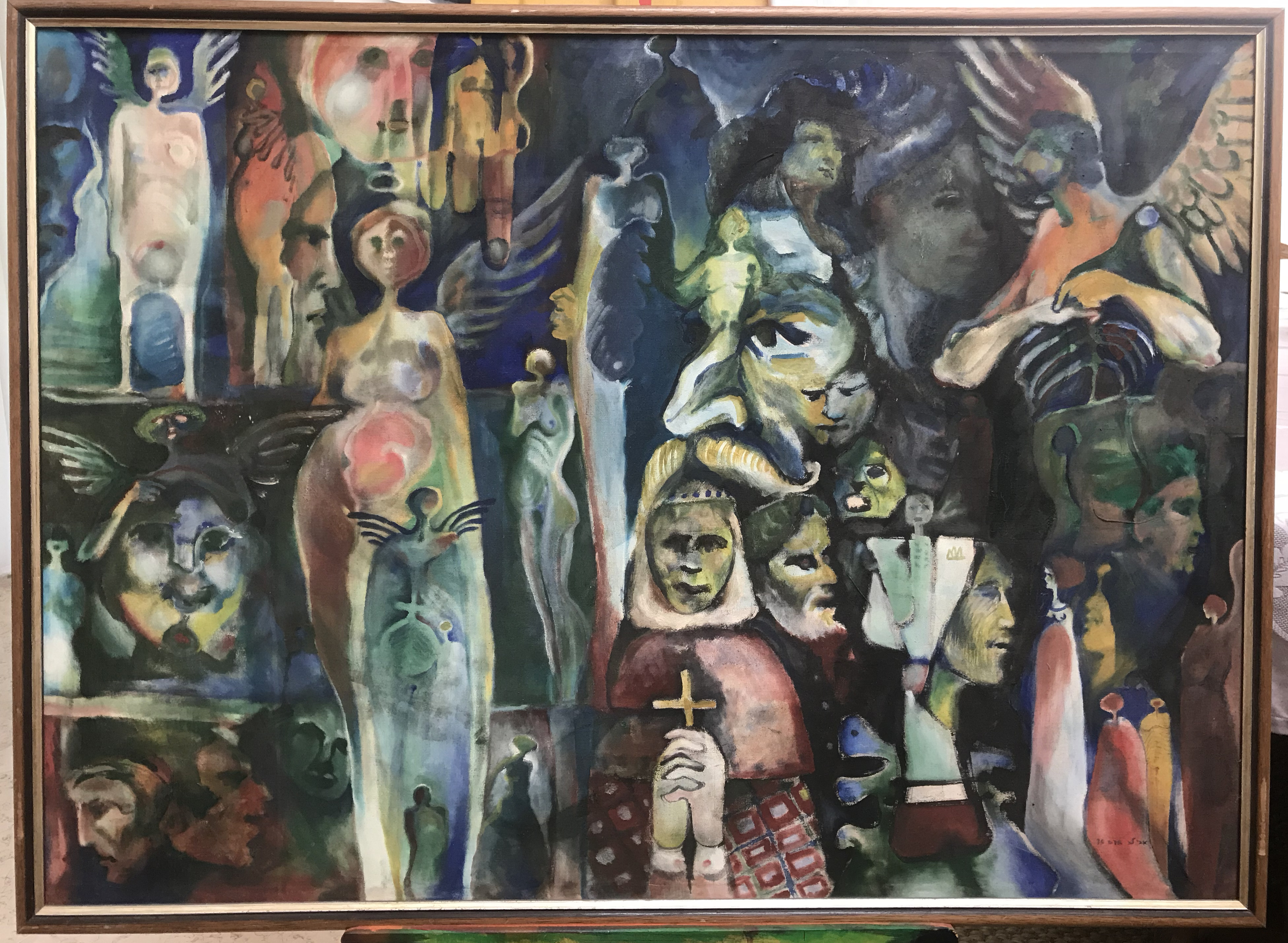
Zonder titel, collectie Zeev&Yafit (olieverf op papier), 1976
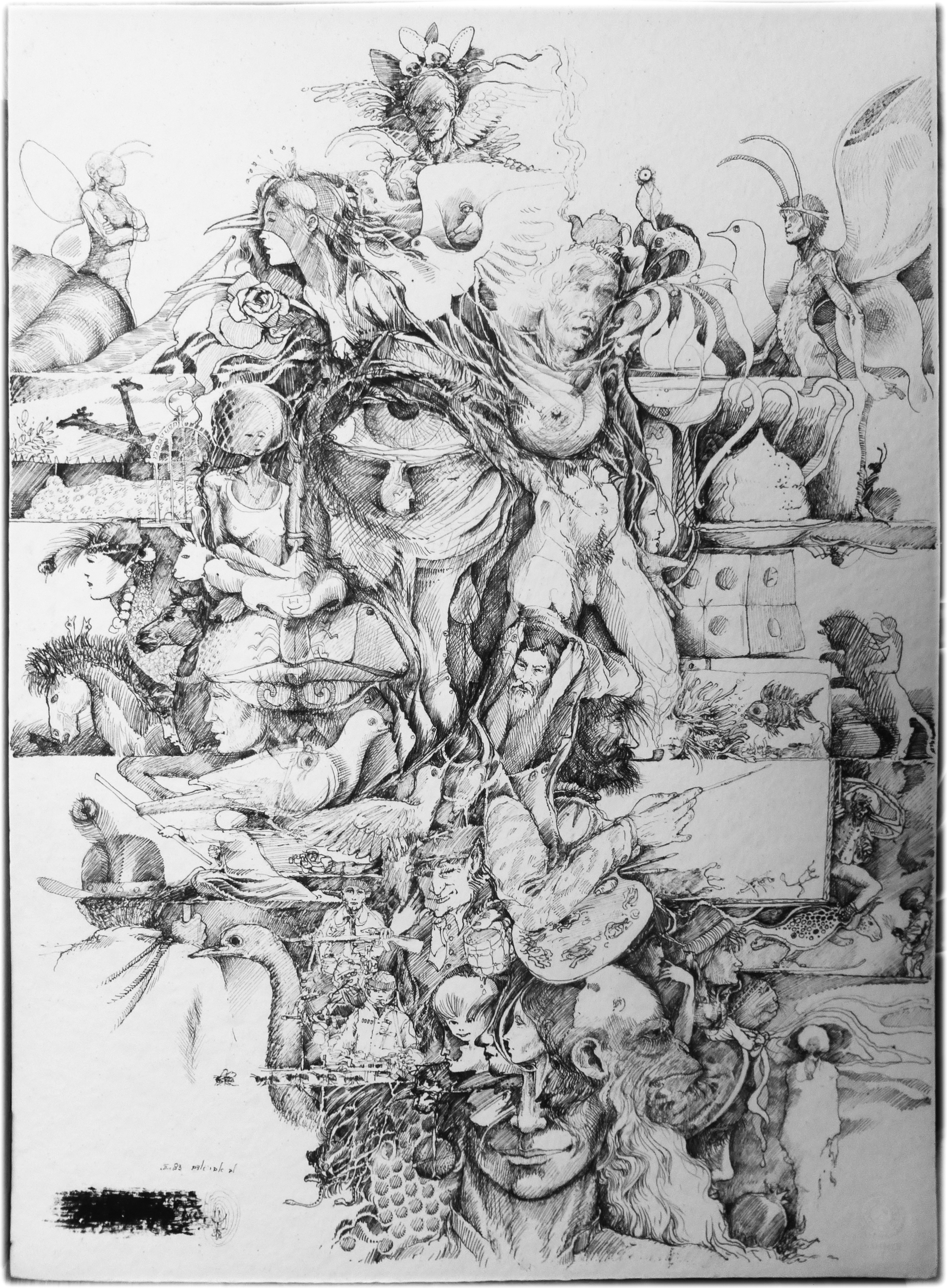
Lo rak babeten, Parparim (Not only in your belly, butterflies) (Oost-Indische inkt op papier), 1983
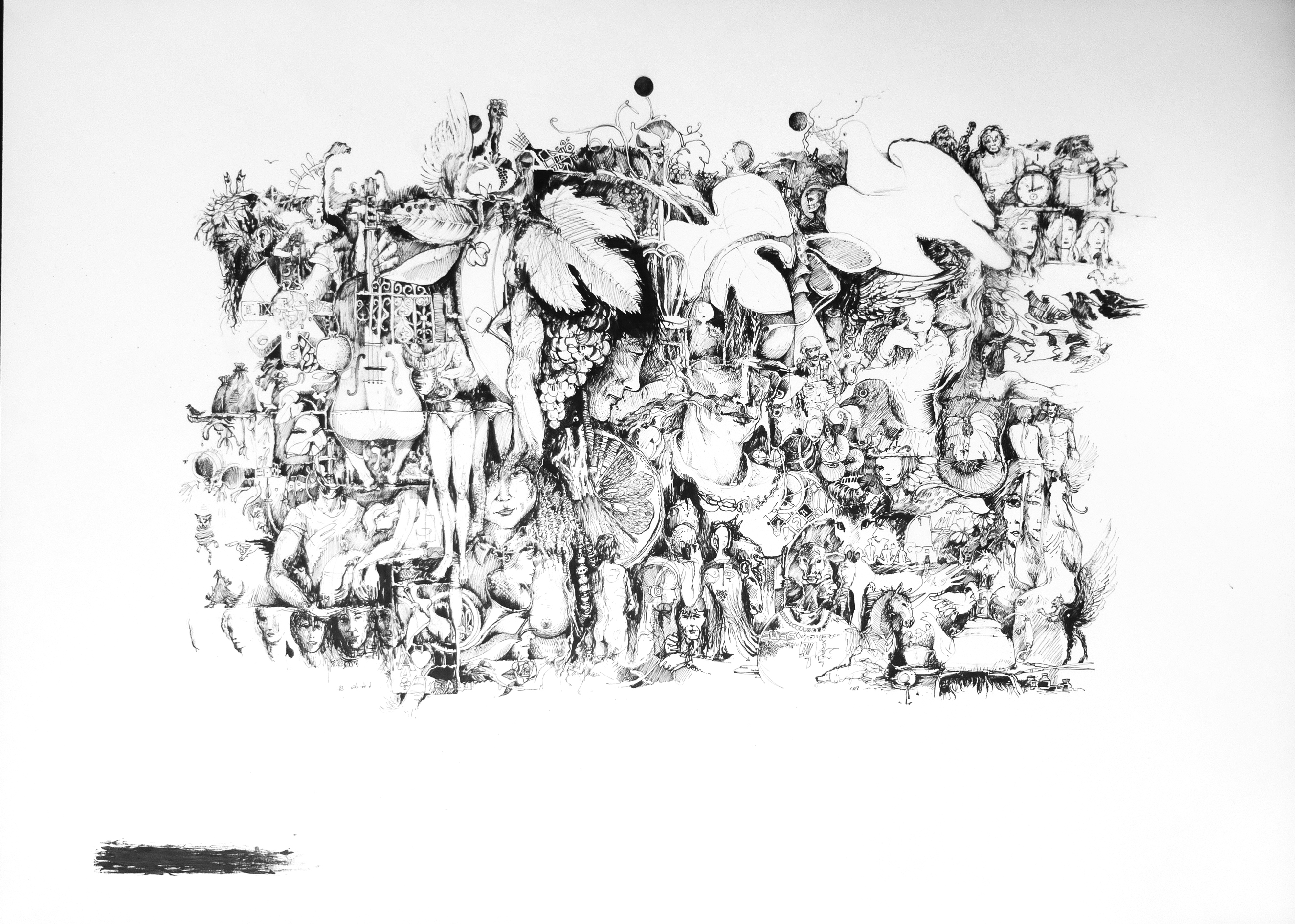
Tansformation (Oost-Indische inkt op papier), 1983
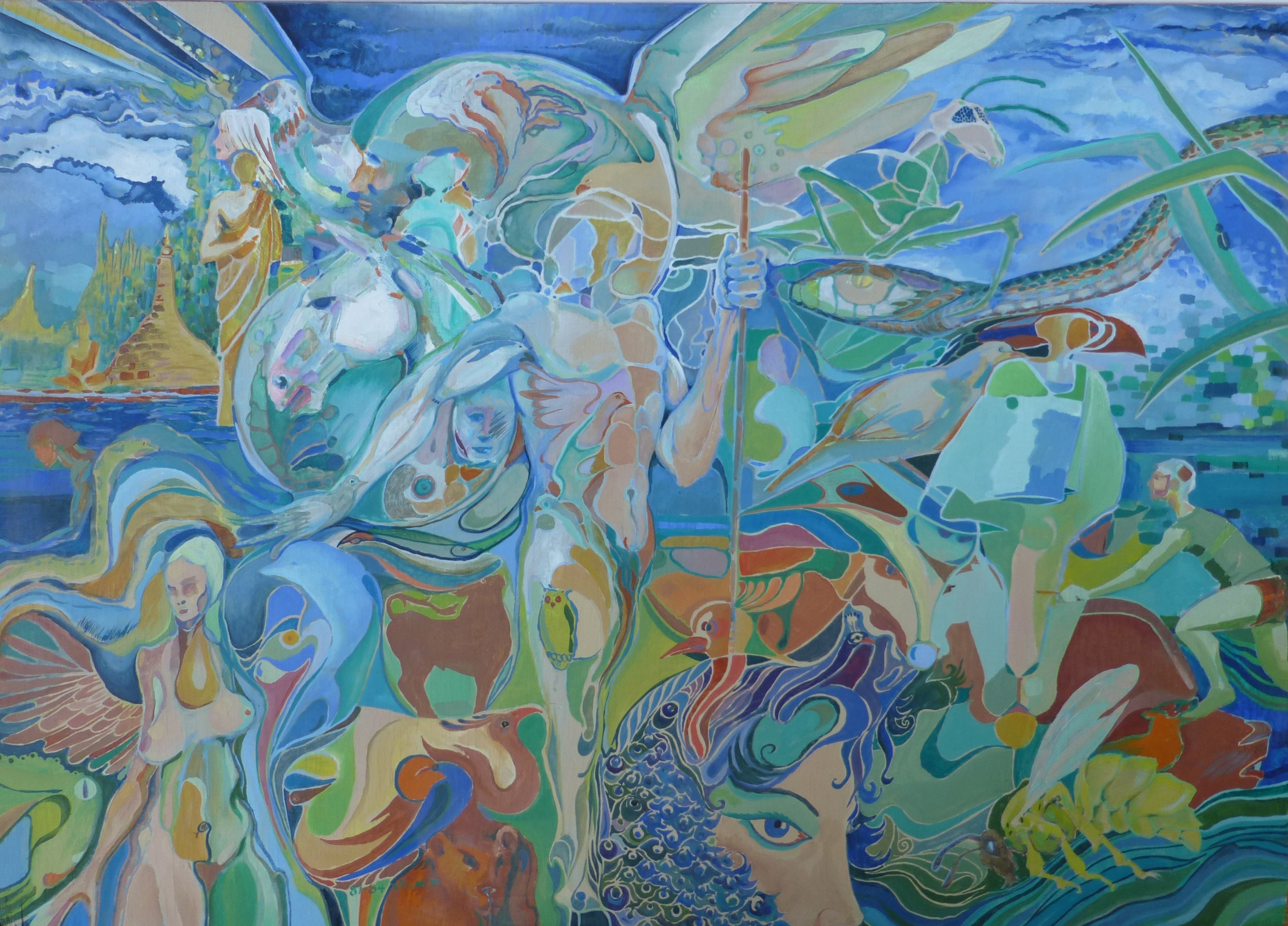
Back from the Far East (olieverf op multiplex), 1984
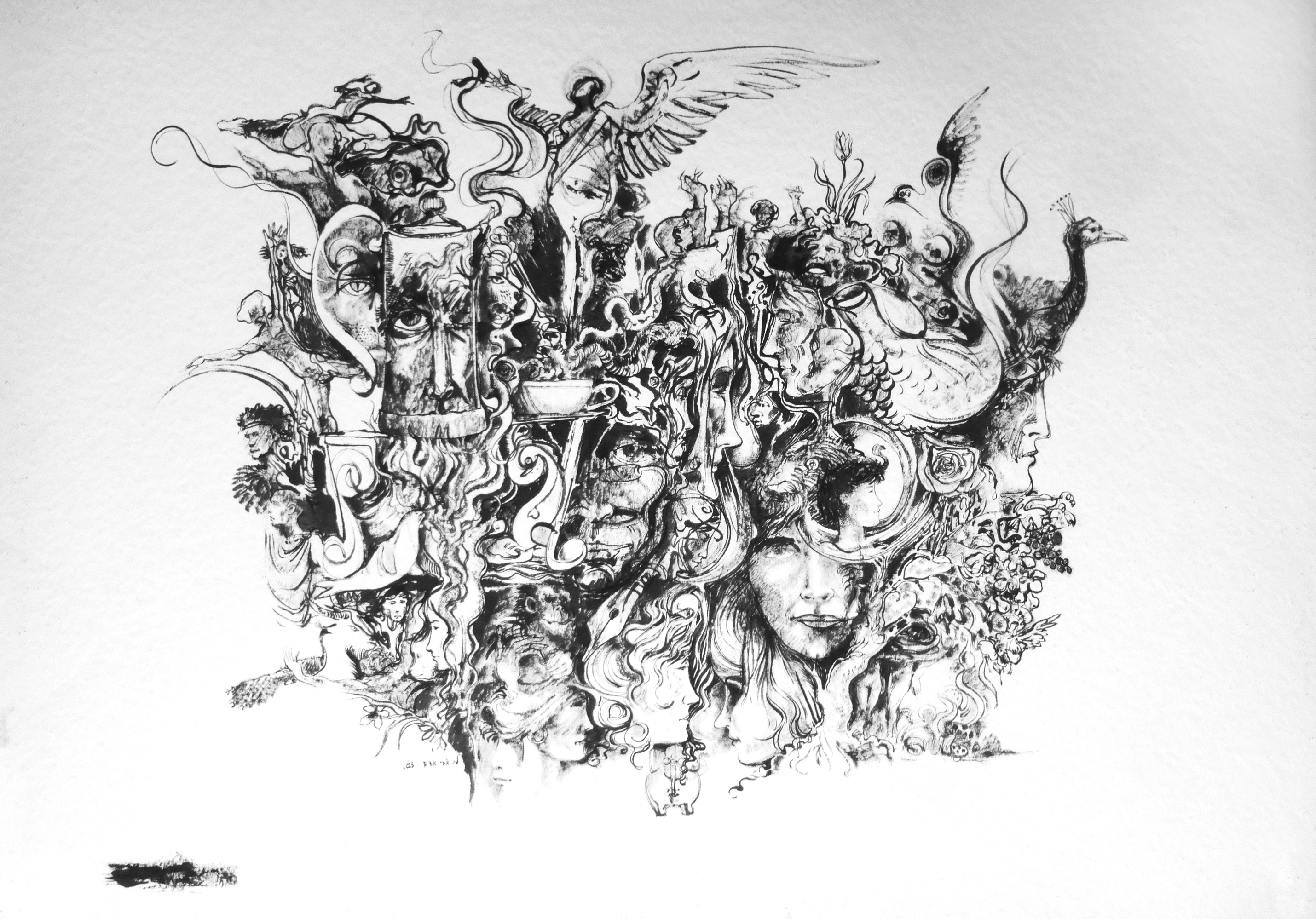
Tawasim (Peacocks) (Oost-Indische inkt op papier), 1985
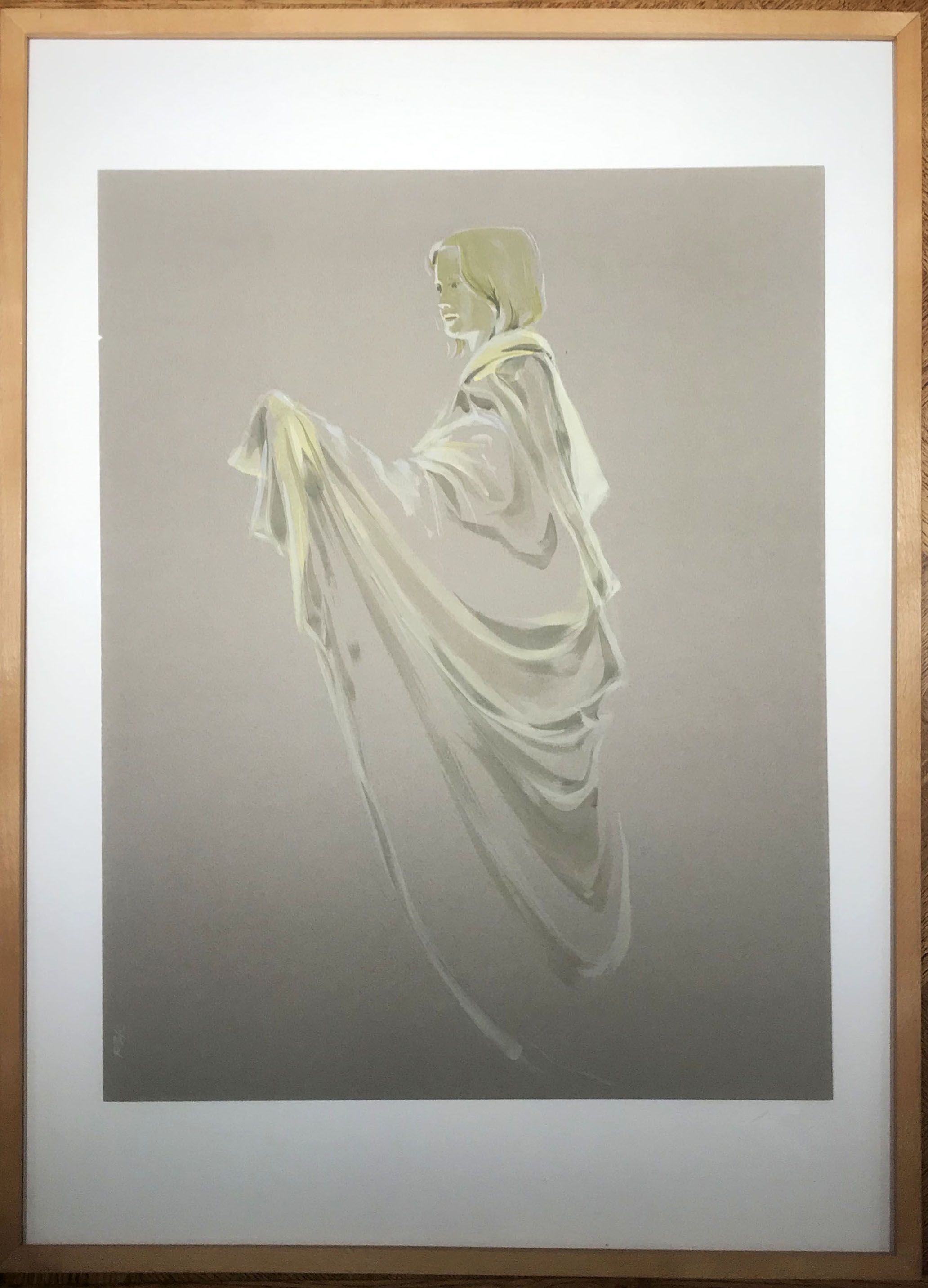
Model (tempera op papier) , 1987
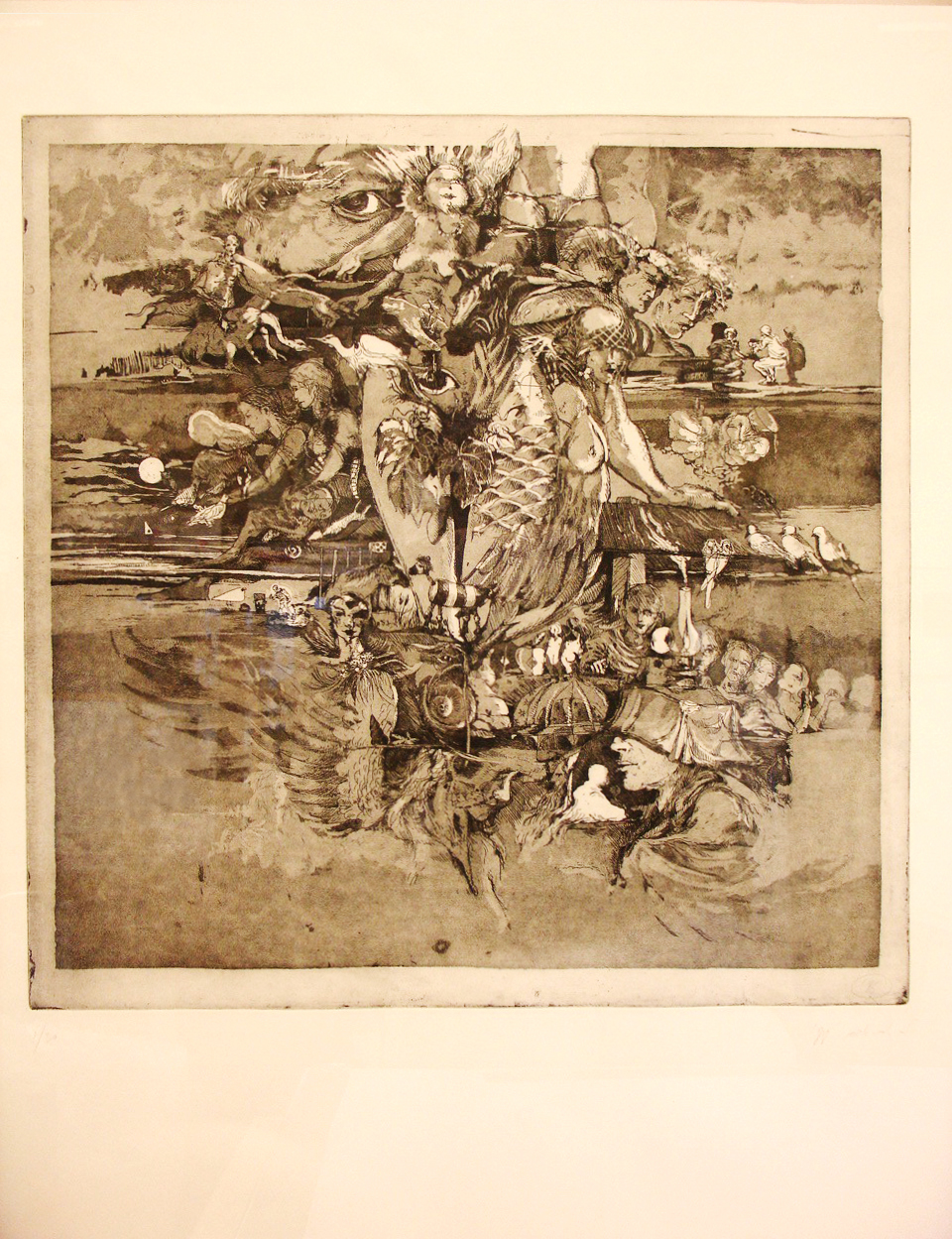
Stay alive (ets, zink op papier), 1987
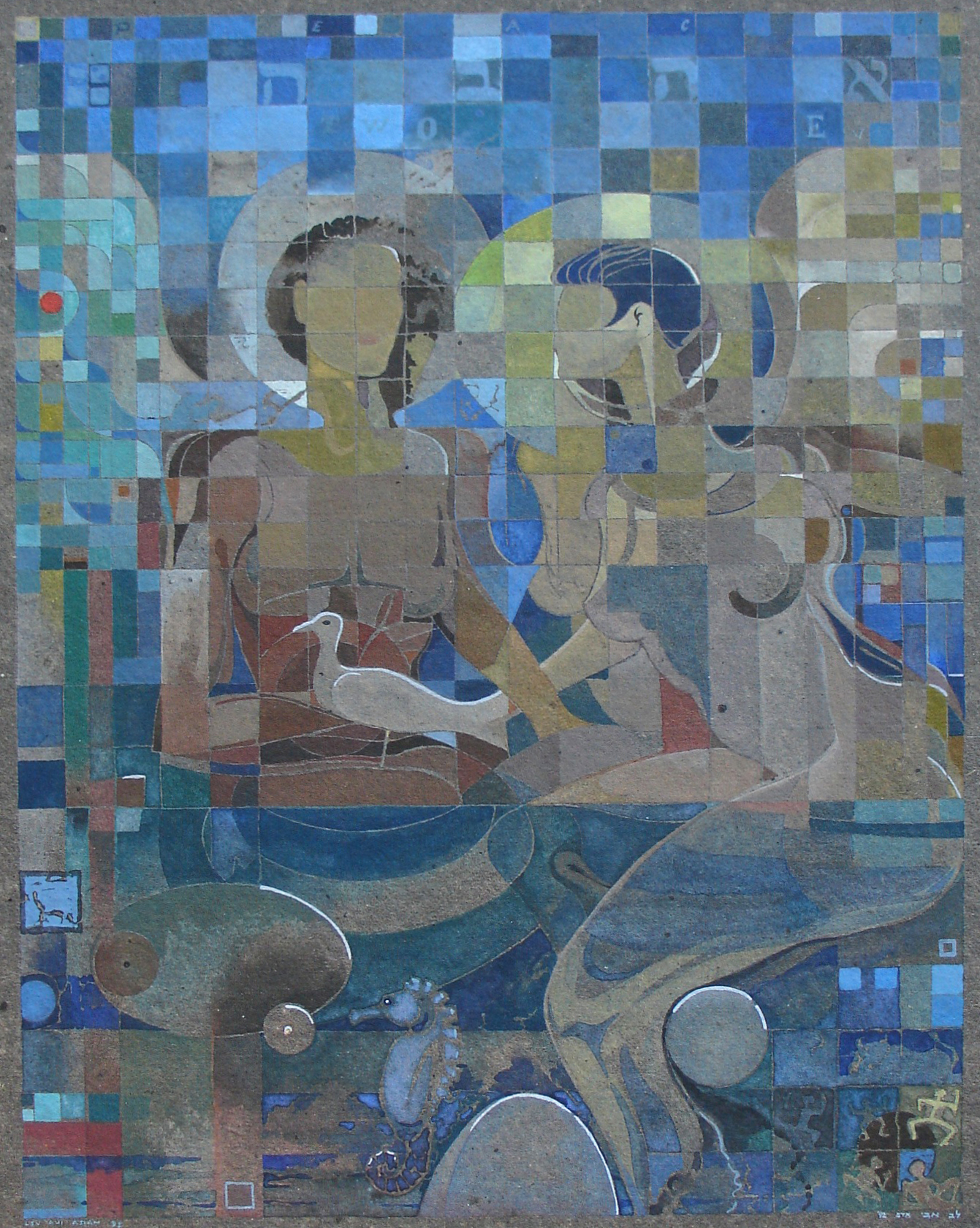
Love & Peace (aquarel op karton), 1992
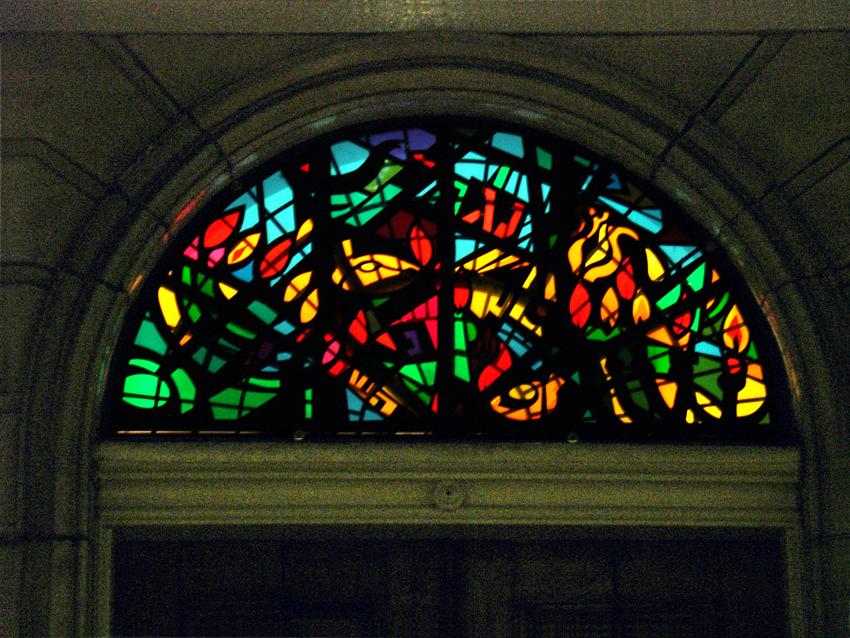
Glas-in-loodraam, liberale synagoge in Den Haag, 2007
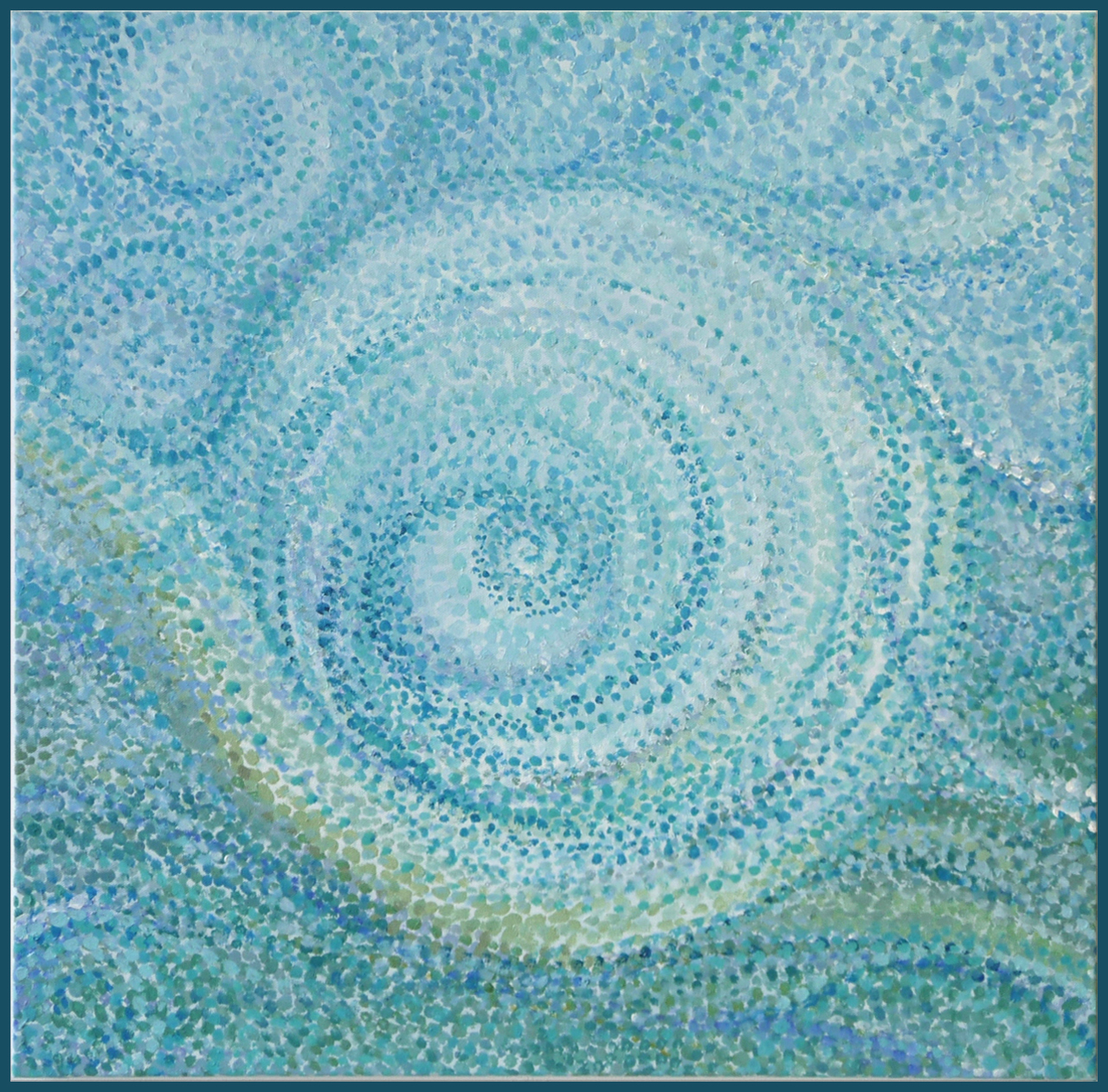
2008 Storm Snail (acryl op canvas), 2008
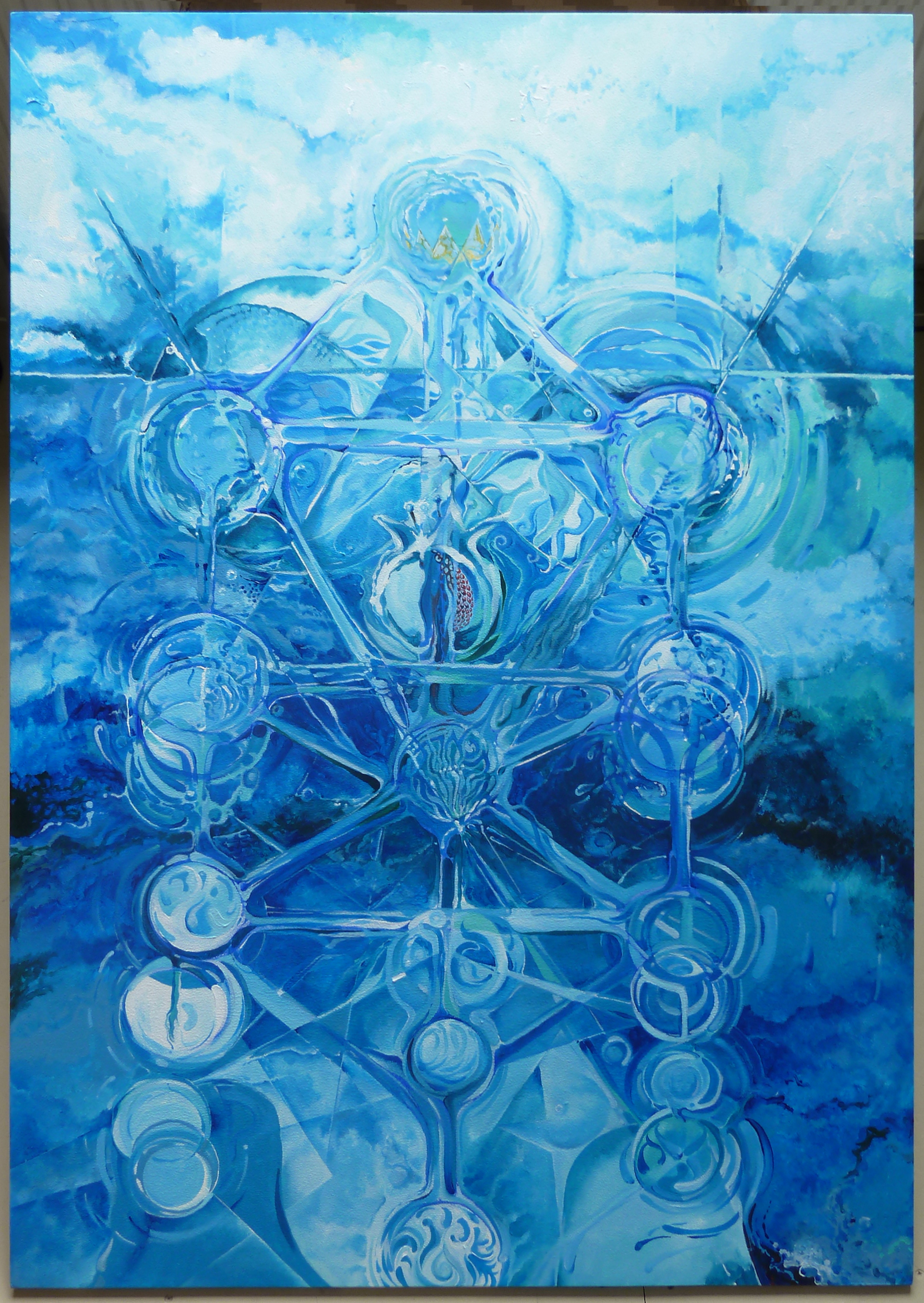
Kabbalah (acryl op canvas), 2010
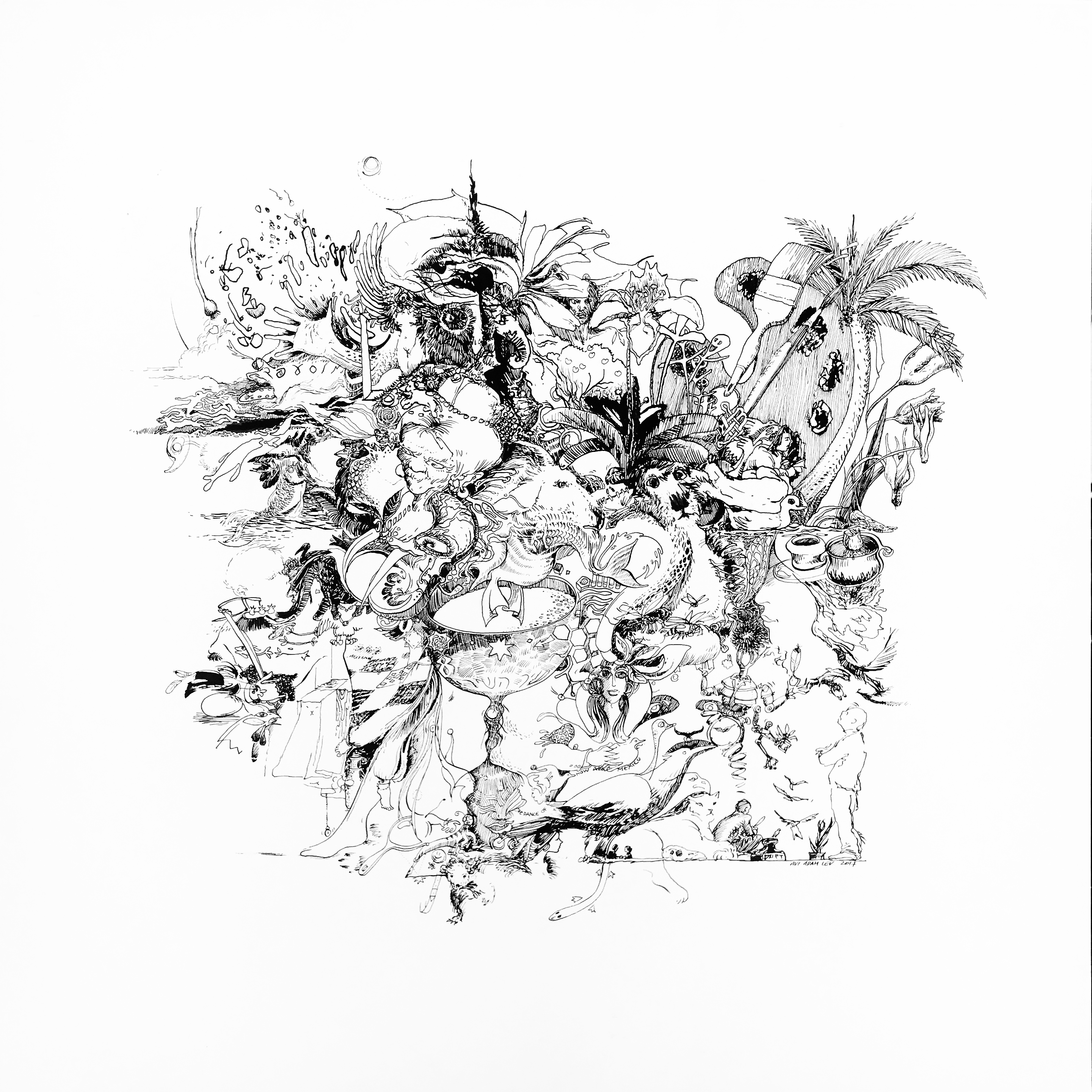
Zonder titel (Oostindische inkt op papier), 2017
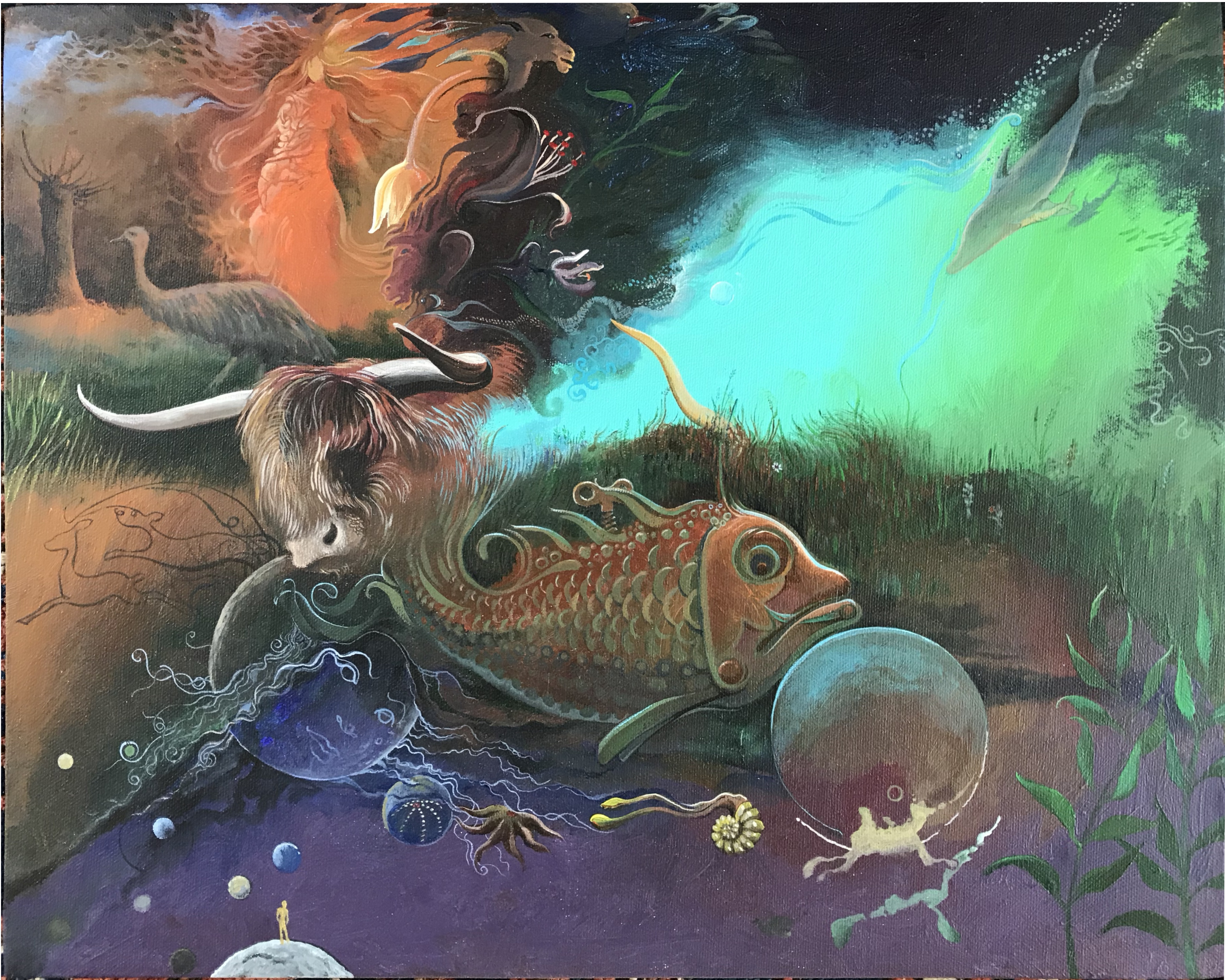
The Blue Elephant (acryl op canvas), 2018